# Okręg wyborczy Sedgefield
Okręg wyborczy Sedgefield powstał w 1918 r. i wysyłał do brytyjskiej Izby Gmin jednego deputowanego. Okręg został zniesiony w 1974 r., ale utworzono go ponownie w 1983 r.

## Deputowani do brytyjskiej Izby Gmin z okręgu Sedgefield

### Deputowani w latach 1918–1974
- 1918–1922: Rowland Burdon, Partia Konserwatywna
- 1922–1923: John Herriotts, Partia Pracy
- 1923–1929: Leonard Ropner, Partia Konserwatywna
- 1929–1931: John Herriotts, Partia Pracy
- 1931–1935: Roland Jennings, Partia Konserwatywna
- 1935–1950: John Leslie, Partia Pracy
- 1950–1970: John Slater, Partia Pracy
- 1970–1974: David Reed, Partia Pracy

### Deputowani po 1983 r.
- 1983–2007: Tony Blair, Partia Pracy
- 2007– : Phil Wilson, Partia Pracy